# قطعنامه ۱۰۶ شورای امنیت
قطعنامه ۱۰۶ شورای امنیت سازمان ملل متحد که در تاریخ ۲۹ مارس ۱۹۵۵ تصویب شد، سندی بین‌المللی دربارهٔ مسئلهٔ فلسطین است. این قطعنامه طی نشست ۶۹۵ام با ۱۱ موافق، ۰ مخالف و ۰ ممتنع تصویب شد.